# M42 (ЗСУ)
Спаренная 40-мм самоходная пушка M42 (англ. Twin 40mm Self-propelled Gun M42), широко известная также под неофициальным названием «Дастер» (англ. Duster, «опылитель») — зенитная самоходная установка (ЗСУ) США периода 1950-х годов. Была создана в 1951 году на базе лёгкого танка M41 Уокер Бульдог и предназначалась для замены схожей установки M19, использовавшей устаревшее к тому времени шасси. Была принята на вооружение в 1953 году, серийно производилась с 1951 по 1959 год, всего было выпущено около 3700 M42. В Армии США M42 и M42A1 состояли на вооружении до 1969 года, после чего были переданы Национальной гвардии, где находились на вооружении до 1991 года. Применялась американским контингентом войск в ходе войны во Вьетнаме, как средство огневой поддержки для стрельбы по наземным целям.
К началу 1970-х годов M42 в основном были заменены более современными ЗСУ M163, но на вооружении некоторых частей оставались до 1988 года.

## Модификации
- M42 — базовая модификация, с двигателем Continental AOS 895-3.
- M42A1 — модификация, поступившая на вооружение армии США в 1956 году. Отличается установкой шестицилиндрового двигателя Continental AOSI-895-5 с системой непосредственного впрыска бензина, позволившей повысить экономичность двигателя и увеличить запас хода. Кроме того, вместо прицела M38 в башне установлена радиолокационная станция управления огнём M50.

## Конструкция

### Броневой корпус и башня
Корпус M42 выполнен из катаных броневых листов, литых и кованных деталей, соединенных между собой сваркой. В верхнем наклонном листе корпуса расположен люк с откидной крышкой для доступа в отделение управления и к боеукладке. В крыше отделения управления имеются люки для механика-водителя и командира машины.
Башня цилиндрической формы, расположена в средней части машины и открыта сверху. В передней части башни установлено щитовое прикрытие и подвижный броневой щиток.

### Вооружение
Основным вооружением ЗСУ являются две 40-мм зенитные пушки M2A1, установленные во вращающейся башне. Для ведения огня из зенитной установки используется зенитный прицел M38 с коллиматором M24C и кольцевой прицел. Наведение пушек осуществляется посредством электрогидравлического привода M16A1E1 или вручную. Стрельба ведётся с помощью электроспуска, действующего от ножной педали.
В качестве вспомогательного вооружения в кормовой части машины установлен 7,62-мм пулемёт (изначально M1919A4, впоследствии их заменяли на M60).
Боекомплект составляет 480 шт. 40-мм снарядов и 1750 шт. 7,62-мм патронов.

### Средства наблюдения
Для наблюдения используются перископ M13 и прибор ночного видения (перископ) M19. Были попытки оснащения ЗСУ радиолокационной станцией обнаружения и сопровождения целей, спаренной с орудиями для измерения дальности и угловых координат цели и одновременного ведения огня, практические результаты применения неизвестны, массового переоборудования машин новыми РЛС не произошло.

### Двигатель и трансмиссия
В общем случае идентична двигателю и трансмиссии танка M41

## На вооружении
- Австрия — неустановленное количество, получены от США[4]
- Венесуэла — 6 M42, по состоянию на 2007 год[5]
- Гватемала — неустановленное количество, получены от США[4]
- Греция — 95 M42 по состоянию на 1998 год, приобретены у ФРГ[4]
- Израиль — неустановленное количество, получены от США[4]
- Иордания — 216 M42, по состоянию на 2010 год, на хранении, снимаются с вооружения.[6]
- Китайская Республика — по состоянию на 2007 год[7]
- Ливан — в период с 1958 по 1984 годы было закуплено 15 установок, по состоянию на 2007 год, оставалось 10 M42A1[8]
- Таиланд — 30 M42, по состоянию на 2007 год[9]
- Тунис — 12 M42, по состоянию на 2007 год[10]
- Турция — 262 M42A1, по состоянию на 2007 год[11]
- ФРГ — в период с 1956 по 1976 годы состояли на вооружении Бундесвера (всего получено 496 шт.)
- Южный Вьетнам — неустановленное количество находилось на вооружении Армии Республики Вьетнам, получены от США[2]
- Япония — неустановленное количество, получены от США[4]

## Эксплуатация и боевое применение
- M42 активно использовалась в ходе Вьетнамской войны.
- M42 ливанской армии применялись в ходе гражданской войны в Ливане.

## Кинематограф
- М42 сыграла роль в кинофильме 1978 года «Конвой». Выстрелы из неё не производились.